# 討逆軍
讨逆军是1917年由段祺瑞成立的军队，旨在讨伐实行复辟的张勋。

## 沿革
1917年7月1日，张勋率辫军重新立前清宣統皇帝，是為张勋复辟。同年7月3日，国务总理段祺瑞在天津马厂由驻马厂的陆军第八师（李长泰任师长）、驻廊坊的陆军第十六混成旅（冯玉祥任旅长）、驻保定的陆军第三师（曹锟任师长）组成“讨逆军”，并成立了“讨逆军总司令部”。同日下午，段祺瑞发表了梁启超代为起草的通电，宣布讨伐张勋。
1917年7月4日，段芝贵率陆军第八师从马厂开拔，与陆军第十六混成旅会合，此后沿铁路线进攻黄村，张勋的辫军未抵抗即退往北京。7月5日，于廊坊西北部的万庄击败张勋辫军一部。7月5日，曹锟率陆军第三师等部从保定沿着涿州、良乡一线进攻芦沟桥，攻占芦沟桥和宛平城。7月6日，冯国璋在江苏南京就任代理中华民国大总统，并任命倪嗣冲为讨逆军南路司令。7月7日，陆军第十二师陈光远部倒戈投向讨逆军，原为辫军之依附的京畿第二旅吴长植，率部加入讨逆军。
1917年7月10日，讨逆军第三师、第八师、第十六混成旅等部围攻丰台，击败辫军。讨逆军随即攻击北京，于7月12日攻占天坛、皇城等处，张勋逃入荷兰驻华使馆，所部先后投降，复辟告终。
1917年7月14日，段祺瑞离开天津赴北京，设在天津的国务院办公处撤销；设在天津的讨逆军总司令部更名为“总司令部招待处”，后于7月16日撤销。

## 职官
以下职官如无注明，均为1917年7月3日讨逆军成立时任命。
- 总司令：段祺瑞
- 司令：
  - 东路司令：段芝贵
  - 西路司令：曹锟
  - 南路司令：倪嗣冲（1917年7月6日任命）
- 参赞：梁启超、汤化龙、徐树铮、李长泰
- 总参议：靳云鹏
- 参议：傅良佐、曲同丰
- 秘书长：张志潭
- 副官长：陶云鹤
- 军需处长：曾毓隽
- 交涉处长：刘崇杰
- 交通处长：叶恭绰
- 军法处长：丁士源
- 顾问：王克敏、吴鼎昌、吕调元
- 参谋：陆建章[4]